# Ca l'Eudalet
Ca l'Eudalet és una masia situada al municipi de Cardona, a la comarca catalana del Bages. Es troba a la vora de la confluència de la rasa del Catrà amb la rasa de Navel.